# Weßling
Weßling es un municipio situado en el distrito de Starnberg, en el estado federado de Baviera (Alemania). Tiene una población estimada, a fines de 2023, de 5562 habitantes.
Está ubicado al sur del estado, en la región de Alta Baviera, al suroeste de la ciudad de Múnich —la capital del estado—, cerca de los lagos Starnberg y Ammer, y al norte de la frontera con Austria.